# Haji Madoka
Haji Madoka (櫨 まどか, sinh ngày 8 tháng 7 năm 1988) là một cầu thủ bóng đá nữ người Nhật Bản.

## Đội tuyển bóng đá nữ quốc gia Nhật Bản
Haji Madoka thi đấu cho đội tuyển bóng đá nữ quốc gia Nhật Bản.

## Thống kê sự nghiệp[1]
| Nhật Bản  | Nhật Bản | Nhật Bản |
| Năm       | Trận     | Bàn      |
| --------- | -------- | -------- |
| 2017      | 6        | 0        |
| Tổng cộng | 6        | 0        |